# So, It’s Like That
A So, It's Like That az amerikai gitáros, Joe Bonamassa második nagylemeze, amelyet 2002. augusztus 13-án adott ki a J&R Adventures Records.

## Számok
1. My Mistake - 4:53 (Bonamassa, Lizotte)
2. Lie #1 - 4:22 (Bonamassa, Himelstein)
3. No Slack - 5:05 (Bonamassa, Lizotte)
4. Unbroken - 3:48 (Lamar, Roboff)
5. So, It's Like That - 2:49 (Bonamassa, Himelstein)
6. Waiting for Me - 3:53 (Bonamassa, Feldman, Presley)
7. Never Say Goodbye - 3:32 (Bonamassa, Schneider)
8. Mountain Time - 3:41 (Bonamassa, Jennings)
9. Pain and Sorrow - 10:36 (Bonamassa, Feldman, Presley)
10. Takin' the Hit - 4:43 (Bonamassa, Himelstein)
11. Under the Radar - 3:20 (Bassett, Bonamassa)
12. Stick in Love - 3:24 (Bonamassa, Himelstein)
13. The Hard Way - 7:48 (Bassett, Bonamassa, Feldman)

## Közreműködtek
- Joe Bonamassa - gitár, ének
- Eric Czar - billentyűs hangszerek
- Kenny Kramme - dob